# Don Celes
Don Celes Carovius, más conocido sencillamente como Don Celes, es el nombre del personaje protagonista de una tira cómica publicada diariamente por el periodista Luis del Olmo Alonso (más conocido simplemente como Olmo). Las primeras tiras cómicas de este personaje se publicaron en 1945 en el periódico La Gaceta del Norte, y posteriormente, en 1969, pasó a publicarse en la contraportada de El Correo, donde aún se publica en la actualidad, así como en otros diarios destacados, como El Diario Montañés, de Cantabria, o también El Diario Vasco y El Comercio de Gijón bajo el nombre de Pepín de Celes.

## Argumento
Don Celes es un hombre de edad indeterminada, aunque indudablemente adulto, con un llamativo mostacho negro, y al igual que su mujer, Petronila Pilonga, fue bautizado por Aureliano López Becerra, director de La Gaceta del Norte. La tira es siempre muda, y su humor se basa en las desventuras de su protagonista, un antihéroe que suele terminar cada entrega golpeado, engañado o perseguido por un perro furioso. 